# 雄鉄昭和駅
雄鉄昭和駅（ゆうてつしょうわえき）は北海道釧路市昭和町にあった、雄別鉄道雄別本線の駅である。同線の廃止とともに廃駅となった。

## 概要
1921年（大正10年）から釧路川の大規模な河川改修が始まり、建設用資材積卸用側線が当駅近くから分岐し敷設されたため釧路川信号所が置かれた。その後新富士駅の富士製紙釧路工場の依頼により同工場所有の阿寒原生林からの原木運搬のため同工場へ当駅の地点から鳥取岐線と呼ばれた引込線が分岐したため鳥取信号機が置かれ、その後の河川改修の進捗や、埠頭線の完成によって鳥取岐線側が石炭運搬用として整備される過程で、両信号所の位置が都度変更され一時は同一地点に在る状況も発生したが、詳細は残されていない。最終的には河川改修が終了して釧路川信号所は廃止され、埠頭線連絡石炭運搬用分岐点として鳥取信号所が1951年（昭和26年）に正式に設置された。この信号所には40 m程度のホームがあったが、一般人の旅客扱いについては不明。その後鶴野線の完成による鳥取岐線の廃止に伴い、同信号所も廃止となるところを、周辺人口も増加していることから新たに整備して旅客駅として開業したのが当駅である。

## 歴史
- 1923年（大正12年）以降：河川改修用信号所設置（起点5,148 m）。
- 1926年（大正15年）
  - 11月[3] ：富士製紙釧路工場向け鳥取岐線完成、鳥取分岐点[注釈 1]設置（起点5,894 m）。
  - 11月26日：河川改修用信号所を正式に釧路川信号所として認可。
- 1927年（昭和2年）6月12日：釧路川信号所移転（起点5,894 m）。
- 時期不詳：釧路川信号所移転（起点5,910 m）。
- 1935年（昭和10年）9月20日：釧路川信号所廃止。（この時点で鳥取分岐点の位置は起点5,776 m）
- 1948年（昭和23年）5月23日：鳥取岐線から分岐して国鉄新富士駅まで支線（鳥取支線と呼称した）を延長。雄別炭を北埠頭へ輸送。
- 1951年（昭和26年）4月11日：鳥取信号所を正式に設置（起点5,894 m）[2]。（この時点で鳥取岐線と鳥取支線を併せて鳥取側線と呼称するようになった）
- 1956年（昭和31年）：鳥取側線と製紙工場構内線との連絡線が撤去。製紙工場への木材輸送が廃止され、北埠頭向け石炭輸送専用線となる。
- 1968年（昭和43年）1月20日：鳥取岐線及び鳥取信号所廃止。ホームを延長し、雄鉄昭和駅として開業[1]。旅客駅。
- 1970年（昭和45年）4月16日：当路線廃止に伴い廃駅。

## 駅構造
木造の島式ホーム1面2線で、ホーム北側が2番線本線で乗降用に使用。南側には廃止して使用していない旧・鳥取岐線用機回し線が1番線として撤去されずに施錠されて残されていた。
鳥取信号所時代は基本構造は雄鉄昭和駅と同じで、他に鳥取岐線用機関車が配置されていたために1番線機回し線側に炭水設備を有していた。また分岐器より先の鳥取岐線側でも岐線本線と機回し線の2本に分かれていた。

## 隣の駅
雄別鉄道
雄別本線
中園駅 - 雄別昭和駅 - 北園駅